# Józef Koziełł-Poklewski
Józef Andrzej Koziełł-Poklewski (biał. Юзэф-Анджэй Козел-Паклеўскі, Juzef-Andžej Kozieł-Pakleŭski, lit. Juzefas Andrius Koziela-Poklevskis; ur. 1845 w Serweczu Wielkim, zm. 31 stycznia 1915 w Talicy, ujezdu kamyszłowskiego, guberni permskiej, w Rosji) – powstaniec styczniowy, polski przemysłowiec w Imperium Rosyjskim, działacz emigracyjny, społeczny, gospodarczy i dobroczynny.

## Życiorys
Pochodził ze szlacheckiego rodu Koziełł-Poklewskich własnego herbu Kozieł. Urodził się w 1845 roku w rodowym majątku Serwecz Wielki, który otrzymał dziadek Wincentego Józef Kalasanty Koziełł-Poklewski. Wincenty był jednym z synów Jana Napoleona Koziełł-Poklewskiego i Józefy Tolensdorff, jego bracia Jan, Wincenty, Michał, Zenon, kuzyn Eustachy też uczestniczyli w powstaniu styczniowym.
Przed powstaniem mieszkał w rodowym majątku Serwach, właścicielem którego był jego ojciec. W czasie powstania został aresztowany za zamiar przyłączenia się do oddziału powstańczego, w dniu 22 kwietnia 1863 był więziony w borysowskim szpitalu, gdzie go przetrzymywano jeszcze 10 lipca 1863. Jego majątek został poddany sekwestracji. Dekretem Murawjowa 23 sierpnia 1863 roku został skazany na pozbawienie praw stanowych, konfiskatę majątku i przymusowo wcielony do armii w Syberii. W 1865 służył w batalionie 4. Syberii Zachodniej w Omsku.
Dzięki koneksjom krewnego Alfonsa Koziełł-Poklewskiego został wysłany na odbycie kary do należącej do Alfonsa gorzelni Talitsk. Od 1890 r. Józef został szefem kancelarii Talickiego Zawoda, upoważnionego do spraw domu handlowego „Dom Handlowy „A.F. Poklewskiego-Koziełła Następcy”. Zajmował szereg stanowisk w permskiej guberni. Przekazał dużo pieniędzy na rozwój oświaty i medycyny na Urale. Po jego śmierci w 1915 r. wdowa po Józefie wróciła do rodowego majątku koziełł-Poklewskich Wielkiej Serwaczy, aby podzielić spadek pomiędzy spadkobierców. Najstarszy syn Józef Wincenty otrzymał właśnie Wielku Serwecz. Wincenty dostał niedawno wybudowaną posiadłość Ludwinowo z hodowlą lisów srebrnych. Najmłodszy syn Tadeusz otrzymał Kościki z młynem wodnym.

## Życie prywatne
Na emigracji ożenił się z Julią Ambrażiną Koziełł-Poklewską (1863-1938), młodszą od niego o 18 lat i będącą daleką krewną wiłkomierskiej gałęzi rodu Koziełł-Poklewskich. Jej ojciec Paweł Koziełł-Poklewski był właścicielem majątku Dekszne w powiecie wiłkomirskiem, brał udział w powstaniu styczniowym. W małżeństwie mieli trzech synów: Józef Wincenty Koziełł-Poklewski – dziedzic majątku Wielka Serwecz, Wincenty Koziełł-Poklewski – kapitan broni pancernych Wojska Polskiego, ofiara zbrodni katyńskiej, Tadeusz Koziełł-Poklewski – został rozstrzelany przez Niemców w 1942 za udział w kospiracji Armii Krajowej.
Wnuki (w linii syna Józefa Vincenta): Elżbieta, Izabela, Julia, Tadeusz i Michał, którzy mieszkają w Polska.